# Lijst van voetbalinterlands Argentinië - Italië (vrouwen)
Deze lijst van voetbalinterlands is een overzicht van alle officiële voetbalinterlands tussen de nationale vrouwenteams van Argentinië en Italië. De landen hebben tot nu toe twee keer tegen elkaar gespeeld. 

## Wedstrijden
| № | Plaats      | Datum            | Competitie | Wedstrijd           | Uitslag |
| - | ----------- | ---------------- | ---------- | ------------------- | ------- |
| 1 | Guadalajara | 4 september 1971 | WK 1971    | Italië − Argentinië | 4 − 0   |
| 2 | Auckland    | 24 juli 2023     | WK 2023    | Italië − Argentinië | 1 − 0   |

## Samenvatting
| Competitie   | Totaal gespeeld | Winst Argentinië | Gelijk | Winst Italië | Doelsaldo Argentinië – Italië |
| ------------ | --------------- | ---------------- | ------ | ------------ | ----------------------------- |
| WK-eindronde | 2               | 0                | 0      | 2            | 0 − 5                         |
| Totaal       | 2               | 0                | 0      | 2            | 0 − 5                         |